# Пьер, Соланж
Соланж Пьер (также известна как Соня Пьер, 4 июля 1963, Вилья-Альтаграсия, Сан-Кристобаль — 4 декабря 2011, Вилья-Альтаграсия, Сан-Кристобаль) — правозащитница Доминиканской Республики, которая боролась с антигаитианизмом, дискриминацией в отношении лиц гаитянского происхождения, родившихся на Гаити или в Доминиканской Республике. За свою работу она получила в 2006 году Премию Роберта Ф. Кеннеди в области прав человека.

## Ранний период жизни
Пьер родилась в Вилья-Альтаграсия, Сан-Кристобаль, Доминиканская Республика, 4 июля 1963 года в семье родителей гаитянского происхождения; её мать эмигрировала в 1957 году с временным разрешением на работу, но просрочила это разрешение, а отец въезжал на территорию Доминиканской Республики нелегально. Одна из двенадцати детей, выросла в батэе (одном из лагерей для рабочих-мигрантов, где живут многие выходцы из Гаити). В её свидетельстве о рождении указано имя Солен Пай, что, по словам Пьер, «является результатом ошибки государственного служащего». Её гражданство оспаривалось на том основании, что её свидетельство о рождении якобы подделано, а также на основании статуса проживания её родителей-гаитянцев и отсутствия документальных доказательств из Гаити.
В 14 лет она организовала пятидневную акцию протеста работников сахарного тростника на одном из батэев страны, в результате чего была арестована. Однако протест привлёк достаточно внимания общественности, и требования рабочих (покрасить их жилые помещения, предоставить им более качественные инструменты и повысить заработную плату) были удовлетворены.

## Карьера
Пьер работала директором неправительственной организации «Движение доминиканских женщин гаитянского происхождения» (MUDHA), которая стремится положить конец антигаитянству или предвзятости в отношении выходцев из Гаити или людей гаитянского происхождения в Доминиканской Республике.
В 2005 году Пьер подала прошение в Межамериканский суд по правам человека по делу двух этнических гаитянских детей, которым было отказано в доминиканских свидетельствах о рождении. Дело «Иен и Босико против Доминиканской Республики», подтвердило законы о правах человека, запрещающие расовую дискриминацию в доступе к национальности и гражданству. Суд обязал правительство Доминиканской Республики предоставить свидетельства о рождении.
Однако позже Верховный суд Доминиканской Республики постановил, что гаитянские рабочие, использующие рабочие визы, считаются «находящимися в стране транзитом» или «находящимися в стране нелегально», и поэтому их дети не имеют права на гражданство".

## Награды и отличия
За свою работу Пьер в 2006 году получила Премию Роберта Ф. Кеннеди в области прав человека, которую вручил бывший сенатор США Эдвард Кеннеди. Вручая награду, Кеннеди процитировал свою давнюю подругу, которая сказала: «Я стала лучше к сегодняшнему дню благодаря тому, что познакомилась, работала и прошла этот путь с Соней Пьер. С уверенностью могу подтвердить, что Соня — одна из самых самоотверженных, смелых и сострадательных людей моего поколения».
Пьер также получила премию Фонда Джинетты Саган по правам человека от Amnesty International в 2003 году, а в 2002 году она и MUDHA были номинированы на премию ЮНЕСКО в области образования в области прав человека.
В 2008 году Пьер была награждена медалью Джузеппе Мотта за защиту прав человека. Она также была удостоена Международной женской премии за отвагу 2010 года.

## Смерть
4 декабря 2011 года Пьер скончалась в возрасте 48 лет от сердечного приступа.